# Ilona Burgrová
Ilona Burgrová (15 de março de 1984) é uma basquetebolista profissional checa.

## Carreira
Ilona Burgrová integrou a Seleção Checa de Basquetebol Feminino, em Londres 2012, que terminou na sétima colocação.